# Víctor Viñuales
Víctor Viñuales Edo (Zaragoza, 1964) es un sociólogo español especializado en temas de sostenibilidad, desarrollo humano y cooperación internacional. Es director ejecutivo de la Fundación Ecología y Desarrollo (ECODES) desde su fundación en 1992.

## Trayectoria
Viñuales estudió sociología en la universidad de Zaragoza especializado en medioambiente desde la perspectiva de la cooperación internacional al desarrollo humano. Trabajó entre 1987 y 1992 en el Ayuntamiento de Zaragoza como director del Servicio de Juventud. Implicado en la creación de herramientas para la sensibilización para el desarrollo sostenible. Ha participado, como cofundador, en la fundación en los años 1990 de la revista En pie de Paz, en 1992 de la fundación Ecología y Desarrollo (ECODES) de la que es director ejecutivo desde su creación, y en los años 2008 de la empresa Sabores próximos que promueve el consumo del kilómetro cero y la agricultura ecológica. Entre 1992 y 1995 coordinó como experto la Agencia Española de Cooperación Internacional para Nicaragua.
Viñuales forma parte del consejo asesor como experto técnico en numerosas organizaciones como la Fundación Biodiversidad, Triodos Bank España, CREAS Fondo Social, Inditex, el fondo de cooperación para agua y saneamiento del Gobierno de España, la fundación Hazloposible, Greenpeace España, y vocal del Consejo de Desarrollo Sostenible de España. También es vicepresidente de la Red Española del Pacto Mundial, y desde 2007 profesor en IE Business School en responsabilidad corporativa.
Participa en debates, foros, simposios, tanto como ponente como organizador. Escribe artículos en revistas especializadas en temas sociales y de desarrollo, exponiendo su experiencia en las organizaciones de compromiso social y participación ciudadana. Desde las organizaciones en las que participa, ya sea como fundador, director o asesor, promueve la economía verde, la economía circularidad y la transparencia organizacional para una gobernanza más cercana al ciudadano.
Autor de la publicación de 2008 Caja de herramientas para los constructores del cambio.